# Dionewar
Dionewar ist eine Gemeinde (commune) im Département Foundiougne der Region Fatick, gelegen im zentralen Westen Senegals. Sie besteht aus dem namensgebenden Hauptort (chef-lieu) sowie zwei weiteren Dörfern (villages).

## Geographische Lage
Die Gemeinde Dionewar liegt im Westen des Départements und im UNESCO-Welterbe Saloum-Delta. Das Gemeindegebiet nimmt den westlichen Teil der Inselgruppe Îles du Gandoul ein und besteht aus der Hauptinsel Île de Guior und der unbewohnten Île de Guissanor. Hinzu kommt Insel Sangomar, die als Barriereinsel der Île de Guior westlich vorgelagert ist und sie so gegen Strömung, Wind und Wellen des Atlantik teilweise abschirmt. An der Ostgrenze hat die Gemeinde Anteil an einer weiteren, in Nord-Süd-Richtung langgezogenen Insel. Das Gemeindegebiet wird von dem bis zu 2100 Meter breiten Saloum-Hauptarm im Nordwesten und Norden begrenzt. Die Ostgrenze folgt einer Kette von Bolongs, die durch ein amphibisches Mangrovengebiet im Rhythmus der Gezeitenströmung mäandrieren und verläuft im Zentrum auch über eine langgezogene Insel. Der über 6000 Meter breite Mündungstrichter des Diombos gegenüber den Îles de Bettenty bildet die Grenze im Süden und im Westen liegt das offene Meer. Das Gemeindegebiet hat einschließlich der Wasserflächen eine Größe von 170,70 km². Benachbarte Kommunen sind im Uhrzeigersinn Palmarin Facao und Fimela im Norden, Djirnda und Bassoul im Osten sowie im Südosten Toubacouta.
Der Hauptort Dionewar liegt im Norden der Hauptinsel gegenüber der Mündung des Saloum-Hauptarms auf dem etwa 3,50 km² großen hochwassersicheren Nordteil der Insel, der von dem etwa 8,60 km² großen Südteil der Insel und dem Dorf Niodior durch ein amphibisches System von Mangrovenwald und Bolongs getrennt ist, das ohnehin den Hauptanteil der Inselfläche bildet. Der Hauptort liegt 39 Kilometer südwestlich der Départementspräfektur Foundiougne und 118 Kilometer südöstlich von Dakar. Das dritte Dorf der Gemeinde Falia liegt auf der Insel, durch die die Ostgrenze der Gemeinde verläuft.

## Geschichte
Das Dorf Bassoul war seit 1972 Hauptort einer Landgemeinde (communauté rurale) und die erhielt 2014, wie in Senegal alle communautés rurales, den landesweit einheitlichen Status einer Gemeinde (commune).

## Bevölkerung
Die letzten Volkszählungen ergaben jeweils folgende Einwohnerzahlen:
| Jahr | Einwohner |
| ---- | --------- |
| 1988 | 8.072     |
| 2002 | 9.339     |
| 2013 | 11.274    |
| 2023 | 12.589    |

Nach dem Zensus 1988 umfasste die Landgemeinde drei Dörfer. Der Hauptort Dionewar hatte damals 3704 Einwohner und lag damit nach Einwohnerzahl in der Landgemeinde an zweiter Stelle nach dem benachbarten Niodior (3869 Einwohner) und vor dem Dorf Falia (499 Einwohner). In der Gemeinde gibt es die Besonderheit, dass die Funktion als Hauptort der Gemeinde (Dionewar) und des Arrondissements (Niodior) auf zwei Dörfer aufgeteilt worden ist.

## Verkehr und Infrastruktur
Dionewar liegt abseits des Netzes der Nationalstraßen. Die Gemeinde Dionewar im Ganzen ist grundsätzlich nur auf dem Wasserweg erreichbar. Um von Dionewar aus wenigstens das Nachbardorf Niodior zuverlässig auf dem Landweg erreichen zu können, hat man eine 860 Meter lange Damm-Brücken-Kombination mit einer 260 Meter langen Brücke über einen von Westen in die Hauptinsel einschneidenden Bolong geschaffen. Als die wichtigsten Verkehrsmittel sind am Hauptort aus der Satellitenperspektive rund 100 am Ufer oder in Ufernähe liegende größere und kleinere Pirogen zählbar, die den Personen- und Warenverkehr des Ortes bewältigen und nicht zuletzt dem Fischfang und der Gewinnung von Meeresfrüchten dienen.

## Wirtschaft
Die Wirtschaft der Gemeinde basiert hier wie in allen Gemeinden des Deltas hauptsächlich auf Fischerei, der Gewinnung von Mangrovenprodukten und in geringerem Maße auf Landwirtschaft, Viehzucht und Imkerei. Durch die Lage im UNESCO-Welterbe Saloum-Delta mit seinen Natur- und Kulturschätzen ist der Ökotourismus wirtschaftlich von Bedeutung und wird von den zahlreichen in der Region tätigen NGOs und internationalen Organisationen gefördert.